# Фёдоров, Василий Петрович (генерал-майор)
Василий Петрович Фёдоров (род.13 января 1891, Великие Луки, Псковская губерния, Российская империя — 22 сентября 1974, Москва, СССР) — советский военачальник, генерал-майор (02.11.1944).

## Биография
Родился 13 января 1891 года в городе Великие Луки (ныне — Псковской области).  Русский. В 1910 году окончил 7 классов реального училища в городе Великие Луки (сдал экстерном) и работал письмоводителем там же в железнодорожных мастерских.

### Военная служба
В 1911 году поступил юнкером в Казанское военное училище. По его окончании в 1913 году направлен младшим офицером в 193-й стрелковый Свияжский полк, который в это время стоял в городе Вятка.

#### Первая мировая война и революция
С началом  войны он был переведен в 106-й запасной батальон на должность командира роты, а оттуда — в 153-й запасной полк, который стоял в городе Кунгур Пермской губернии. В этом полку занимал должности начальника хозяйственной части, командира роты и батальона. После Февральской революции 1917 года  Федоров был направлен на Румынский фронт в 193-й стрелковый Свияжскимй полк, который стоял в районе долин Тротуть и Сульта. С эти полком принимал участие в боях командиром роты и батальона. В декабре 1917 года он был эвакуирован в Вятский эвакопункт, по прибытии в январе 1918 года демобилизован Вятским уездным военкоматом в чине поручика. После демобилизации устроился работать письмоводителем в Вятский народный суд 2-го участка.

#### Гражданская война
15 сентября 1918 года был призван в РККА и назначен и. д. для поручений при заведующем интендантским снабжением 1-й Вятской дивизии. С ноября того же года был казначеем и помощником начальника по строевой части Управления конским запасом Вятской губернии. С марта 1919 года командовал батальоном в 1-м запасном полку, затем Вятским караульным батальоном. С июня 1919 года был командиром 17-го стрелкового полка, а с января 1921 года — 72-й бригады ВНУС. Участвовал в подавлении восстаний и ликвидации бандитизма в Вятской губернии. В апреле 1921 года был назначен начальником 97-х пехотных подготовительных курсов комсостава. С июля того же года вступил в командование 511-м стрелковым полком. С марта 1922 года  начальник организационного отдела штаба Приуральского ВО, с июня — начальник школы агентов охраны общественного порядка на путях сообщения СибОГТОГПУ. В ноябре того же года  Федоров убыл в распоряжение штаба Зап.-СибВО, затем был назначен заведующим стрелковым классом 24-й пехотной Омской школы.

#### Межвоенные годы
С февраля 1923 года начальник хозяйственной части батальона 57-й стрелковой дивизии. С сентября того же года командовал батальоном в 94-м стрелковом полку, с декабря был начальником административно-хозяйственной части штаба 32-й стрелковой дивизии. С сентября 1924 года проходил службу в Управлении снабжения ПриВО в должности для поручений военно-хозяйственного отдела. С ноября 1925 года назначен помощником начальника 1-го отдела Управления по командному составу Главного управления РККА. С декабря 1928 года и. д. для особых поручений Инспекции пехоты РККА, с февраля 1930 года — начальника общей части Инспекции родов войск и служб РККА, с октября — начальника 2-го отдела Управления вузов Главного управления РККА, с сентября 1931 года — заместителя начальника бюро рационализации 2-го управления Штаба РККА, с января 1934 года — помощник инспектора пехоты Красной армии, с ноября 1935 года — помощник начальника 2-го отдела Генштаба РККА. С мая 1936 года служил помощником начальника 2-го отдела, а с июля 1940 года — начальником 5-го отделения 4-го отдела Управления боевой подготовки Красной армии.

#### Великая Отечественная война
С началом  войны в той же должности. В октябре 1941 года комбриг  Федоров убыл в САВО на формирование 213-й стрелковой дивизии. До середины декабря сформировал ее в город Катта-Курган Узбекской ССР. В конце января 1942 года он был назначен ответственным представителем Главупраформа РККА по военным округам. Приказом НКО от 12 марта 1943 годазачислен в распоряжение ГУК НКО, затем направлен на Калининский фронт на должность заместителя командира 33-й стрелковой дивизии. Ее части в составе 22-й армии Калининского, с апреля — Северо-Западного, а с октября — Прибалтийского и 2-го Прибалтийского фронтов вели оборонительные бои в районе города Холм. 
Приказом по 22-й армии от 20 марта 1944 года полковник  Федоров был допущен к и. д. командира 28-й стрелковой Невельской дивизии, которая находилась в обороне в районе Кудеверь. В июне она была передислоцирована сначала в район озера Язно, затем под Полоцк. В июле — августе ее части в составе 100-го стрелкового корпуса 4-й ударной армии отличились в Режицко-Двинской наступательной операции, в ходе которой были освобождены города Даугавпилс и Резекне. Указом Президиума Верховного Совета СССР от 9 августа 1944 года за эти бои дивизия была награждена орденом Красного Знамени. Командир дивизии полковник Федоров за эту операцию был награжден орденом Богдана Хмельницкого 2-й степени. С 18 августа по 20 октября 1944	года  дивизия в составе 3-й ударной армии 2-го Прибалтийского фронта участвовала в Прибалтийской наступательной операции, вела бои юго-западнее Мадоны, в районе станций Паст, Эргли, под городом Авены, вплоть до выхода к реке Западная Двина. Затем она вновь вошла в подчинение 22-й армии и находилась в обороне на достигнутом рубеже. Приказом по войскам фронта от 20 ноября 1944 генерал-майор  Федоров как лучший командир дивизии был переведен на должность командира 21-й гвардейской стрелковой Невельской дивизии. Ее части в составе 93-го стрелкового корпуса этой же армии вели бои западнее города Добека, осуществляли блокаду группировки противника на Курляндском полуострове. С 5 января по 27 февраля 1945	 Федоров находился на лечении в госпитале по болезни, затем был назначен старшим инспектором Инспекции пехоты Красной армии при НКО СССР.

#### Послевоенное время
После войны в той же должности. В июне 1946 года был назначен старшим инспектором стрелковых войск Главной инспекции Вооруженных сил. С мая 1947 года состоял в распоряжении Управления кадров Сухопутных войск, затем в сентябре назначен начальником отдела военной подготовки Главного управления учебных заведений Комитета по делам искусств при Совете министров СССР. В феврале 1948 года выведен за штат (в связи с расформированием отдела), после чего назначен начальником военной кафедры Московского экономико-статистического института. С апреля 1948 года начальник 1-го отдела, а с января 1950 года — заместитель начальника Управления всеобщего военного обучения Главного штаба Сухопутных войск (с 21 апреля 1950 г. — в составе Главного управления боевой и физической подготовки Сухопутных войск Советской армии). В ноябре 1952 года гвардии генерал-майор  Федоров уволен в запас.
Умер  22 сентября 1974 года.  Похоронен на Ваганьковском кладбище в Москве.

## Награды
- орден Ленина (21.02.1945)[6][7]
- два ордена Красного Знамени (03.11.1944[8][7], 20.06.1949[7])
- орден Кутузова II степени (29.06.1945)[9]
- орден Богдана Хмельницкого II степени (30.07.1944)[10]
- орден Отечественной войны I степени (25.02.1944)[11]
- орден Красной Звезды (1940)[9]
  - медали в том числе:
  - «XX лет Рабоче-Крестьянской Красной Армии» (1938)[9]
  - «За победу над Германией в Великой Отечественной войне 1941—1945 гг.» (1945)
  - «За победу над Японией» (1945)